# Gortyna borelii
Gortyna borelii là một loài bướm đêm trong họ Noctuidae.